# 浪江インターチェンジ
浪江インターチェンジ（なみえインターチェンジ）は、福島県双葉郡浪江町大字室原にある、常磐自動車道のインターチェンジ。

## 概要
当初は2011年（平成23年）度の開通を予定に建設を進めていたが、建設予定地は2011年（平成23年）3月11日に発生した東北地方太平洋沖地震（東日本大震災）により引き起こされた福島第一原子力発電所事故に関連する帰還困難区域（事故発生当初は警戒区域）に位置しており、立入禁止となっていた。警戒区域に指定されたことで建設は中断されたが、環境省による除染モデル事業が終了し、除染工事が実施されることになったため、2012年（平成24年）8月31日に当ICを含む広野IC - 南相馬IC間の工事を再開することが発表された。
当IC - 南相馬IC間は2014年（平成26年）12月6日に、常磐富岡IC - 当IC間は2015年3月1日にそれぞれ開通し、これにより常磐自動車道は全線開通となった。
開通後も当IC周辺は帰還困難区域となっていたが、2022年（令和4年）9月1日からは特定復興再生拠点区域の指定により立ち入り可能となり、2023年（令和5年）3月31日をもって避難指示は解除されている。

## 歴史
- 1998年（平成10年）4月：常磐富岡IC - 相馬IC間に施工命令が出される[5]。
- 2014年（平成26年）12月6日：浪江IC - 南相馬IC間開通に伴い、供用開始[3]。
- 2015年（平成27年）3月1日：常磐富岡IC - 浪江IC間開通に伴い、常磐自動車道が全線開通[4]。
- 2025年（令和7年）4月7日：休憩施設の空白区間対策として「インターチェンジ内側駐車場」の実証実験を開始[6]。

## 道路
- E6 常磐自動車道（21番）

## 接続する道路
- 直接接続
  - 国道114号

開通当初は国道6号方面のみ通行可能であった。2017年9月20日より福島方面の通行止めが解除され、一般車両の通行が可能となった。ただし、二輪車は当ICから福島方面へ向かうことはできない。

## 料金所
料金所は終日無人のため、一般レーンを利用する場合は自動精算機にて精算することとなる。
- ブース数：4

### 入口
- ブース数：2
  - ETC専用：1
  - 一般：1

### 出口
- ブース数：2
  - ETC専用：1
  - 一般：1

## 周辺
- 浪江駅（JR東日本・常磐線）
- 浪江町役場
- 請戸川
- 請戸漁港
- 請戸海水浴場
- マリンパークなみえ
- 丈六公園
- 不動滝
- サンプラザ
- 道の駅なみえ

## 隣
E6 常磐自動車道
(20-2)常磐双葉IC - (21)浪江IC - 小高SIC（事業中） - (22)南相馬IC